# Egil Harder
Egil Georg Harder (7. april 1917 – 7. april 1997) var en norskfødt pianist og komponist. Han var gift med violinisten Tutter Givskov.
Han blev uddannet som pianist ved Det Kgl. Danske Musikkonservatorium fra 1934-1937 og debuterede som pianist i 1939. Derefter virkede han som pianist og klaverlærer i Danmark og udlandet og havde bl.a. Matthias Ronnefeld som elev. Han spillede i sine yngre dage fortrinsvis nutidig musik af bl.a. Maurice Ravel, Jørgen Jersild, Svend Erik Tarp og Svend S. Schultz.
Samtidig virkede Egil Harder som komponist. Hans skrev en del sange og nogle få andre værker, men han lavede 2 virkelige hits. Det første var julesangen Juletræet med sin pynt (1940) med tekst af Mogens Lorentzen og det andet Den blå anemone (1945) med tekst af Kaj Munk. Det er sange, der har cementeret hans ry i mange år.

## Musik
- Rokoko-vals (salonorkester 1936)
- Juletræet med sin pynt (1940)
- Lille suite for strygeorkester (1942)
- Den blå anemone 1945)
- Spansk dans for orkester (orkester 1946)
- Romance nr. 1 D-dur (violin og klaver 1982)
- Romance nr. 2 D-dur (violin og klaver 1983)
- Liseleje Jubilæumsmarch (blæserorkester 1984)
- Romance nr. 3 a-mol (violin og klaver)
- Romance nr. 4 A-dur (violin og klaver)
- Vuggevise f#-mol